# Pod moją skórą
Pod moją skórą (fr. Dans ma peau) − francuski film fabularny z 2002 roku, napisany i wyreżyserowany przez Marinę de Van, jej debiutanckie dzieło pełnometrażowe. De Van wystąpiła w filmie także w roli głównej, obok Laurenta Lucasa. Obraz stanowi hybrydę dramatu, horroru z podgatunku "New French Extremity" oraz kina psychologicznego. Fabuła traktuje o obsesji samookaleczania. Światowa premiera Pod moją skórą miała miejsce 27 września 2002 podczas San Sebastián Film Festival w Hiszpanii. 4 grudnia tego roku film zadebiutował na ekranach kin we Francji. Na przestrzeni roku 2003 prezentowany był widzom festiwali filmowych w Europie, Azji, Ameryce Południowej i Środkowej oraz Australii. Film zebrał pozytywne recenzje ze strony krytyków.

## Opis fabuły
Podczas alkoholowej imprezy młoda kobieta, Esther, rani się narzędziem budowlanym. Choć rana jest głęboka, bohaterka nie czuje bólu. Dopiero u schyłku przyjęcia odkrywa, że poważnie się skaleczyła. Od tego momentu życie Esther przewraca się do góry nogami, a ona sama zaczyna odczuwać silną potrzebę okaleczania własnego ciała. Potrzeba przeistacza się w obsesję i przechodzi wszelkie granice. Esther ukrywa swoją żądzę przed ukochanym, zaniedbuje pracę oraz porzuca życie towarzyskie.

## Obsada
- Marina de Van − Esther
- Laurent Lucas − Vincent
- Léa Drucker − Sandrine
- Thibault de Montalembert − Daniel
- Marc Rioufol − Henri
- François Lamotte − Pierre

## Recenzje
Odbiór obrazu przez krytykę był zasadniczo pozytywny. Opiniodawcy okrzyknęli Pod moją skórą jako "niepokojący portret psychozy", film prowokujący, "podany z ostrym poczuciem inteligencji". Według Roberta K. Eldera, dziennikarza współpracującego z czasopismem Chicago Tribune, projekt de Van to "urzekający, mocny film, który nie pozwoli być zignorowany".

## Nagrody i wyróżnienia
- 2003, Fantasia Film Festival:
  - nagroda dla najlepszego filmu międzynarodowego (wyróżniona: Marina de Van)[4]